# Pachperwa
Pachperwa è una suddivisione dell'India, classificata come nagar panchayat, di 14.329 abitanti, situata nel distretto di Balrampur, nello stato federato dell'Uttar Pradesh. In base al numero di abitanti la città rientra nella classe IV (da 10.000 a 19.999 persone).

## Geografia fisica
La città è situata a 27° 31' 0 N e 82° 39' 0 E e ha un'altitudine di 97 m s.l.m..

## Società

### Evoluzione demografica
Al censimento del 2001 la popolazione di Pachperwa assommava a 14.329 persone, delle quali 7.465 maschi e 6.864 femmine. I bambini di età inferiore o uguale ai sei anni assommavano a 2.826, dei quali 1.391 maschi e 1.435 femmine. Infine, coloro che erano in grado di saper almeno leggere e scrivere erano 6.093, dei quali 3.755 maschi e 2.338 femmine.